# Colobeutrypanus ornatus
Colobeutrypanus ornatus là một loài bọ cánh cứng trong họ Cerambycidae.